# Mkabayi kaJama
Công chúa Mkabayi kaJama, sinh năm 1750, là con gái của vua Zulu, Jama kaNdaba. Sinh ra với 1 chị em sinh đôi, phong tục của Zulu yêu cầu một trong hai cô gái bị giết khi sinh để tránh xui xẻo và cơn thịnh nộ của tổ tiên nhưng vua Jama đã hành động trái với truyền thống và tha thứ cho cả Mkabayi và chị gái của bà, Mmama. Vì lý do này, và có tính cách mạnh mẽ hơn chị gái, Mkabayi lớn lên bị người Zulu phẫn nộ và bị đổ lỗi cho nhiều trường hợp bất hạnh của tù trưởng.
Năm 1777, nhận ra rằng cha và vua của mình đã già đi mà vẫn không có con trai, Mkabayi đã đi tán tỉnh vua Jama và sẽ mang cho ông một người thừa kế, mà ông không biết. Từ nỗ lực này, Jama sẽ kết hôn với Mthaniya, thuộc bộ tộc Sibisi, người đã sinh cho ông ta một đứa con trai. Để ghi nhận nỗ lực của Mkabayi để đảm bảo sự tiếp nối của dòng Zulu và quốc vương, đứa trẻ được đặt tên là Senzangakhona, có nghĩa là "chúng tôi đã làm theo."
Với vai trò đảm bảo người thừa kế ngai vàng, Mkabayi đã có thể giành được sự ưu ái của người Zulu nhưng điều này không tồn tại được lâu. Năm 1781, khi vua Jama kaNdaba qua đời và nhận ra rằng Senzangakhona còn quá trẻ để lên ngôi, Mkabayi đã tự phong mình làm nhiếp chính; một chức vụ nào đó chưa từng nghe thấy vào thời điểm đó.
Khi Senzangakhona bước sang năm 1787, Mkabayi từ chức nhiếp chính nhưng vẫn tiếp tục giữ vai trò cố vấn cho nhà vua. Ngoài ra, theo thông lệ, các công chúa chưa lập gia đình từng là người đứng đầu các đơn vị quân đội và Mkabayi đã từ chối nhiều người cầu hôn để tiếp tục làm người đứng đầu đơn vị ebaQulusini.
Triều đại của Senzangakhona không tồn tại được lâu, và sau khi ông qua đời vào năm 1816, con trai ông Sigujana đã lên ngôi. Mkabayi, nhận ra một điểm yếu của Sigujana, tổ chức cho con trai khác của Senzangakhona, Shaka kaSenzangakhona, để thách thức Sigujana. Shaka, cùng với mẹ của mình, Nandi kaBhebhe, đã bị đuổi đi và nhận được sự ưu ái của người đứng đầu Mthethwa, Dingiswayo. Biết được mong muốn chiếm lấy ngai vàng của Shaka và nhận thức được sức mạnh quân sự của Shaka, Sigujana đã chạy trốn, cho phép Shaka lên ngôi. Trong triều đại của vua Shaka, Mkabayi tiếp tục làm cố vấn thân cận cho nhà vua và người đứng đầu ebaQulusini.
Sau khi Nữ hoàng Nandi qua đời, Shaka bị buộc tội lạm dụng quyền lực và mong muốn bảo tồn vương quốc Zulu mà Shaka đã xây dựng, Mkabayi đã âm mưu với Đinhane kaSenzangakhona và Mhlangana kaSenzangakhona để ám sát vua Shaka và, muốn bảo đảm cho vua Shaka tổ chức cho Mhlangana cũng bị ám sát.
Trong triều đại của vua Dingane, Mkabayi một lần nữa sẽ tiếp tục phục vụ các vai trò mà bà từng phục vụ dưới thời vua Shaka và vua Senzangakhona, liên tục từ chối những người cầu hôn yêu cầu bà kết hôn để phục vụ vương quốc Zulu đang phát triển. Tuy nhiên, khi Mpande kaSenzangakhona đánh bại Dingane và lên ngôi, Mkabayi đã bị trục xuất. Bà đã chết như một người phụ nữ cô đơn vào năm 1843, một người lưu vong từ vương quốc mà bà đã giúp đỡ hình thành.